# Pyrrhopyge aerata
Pyrrhopyge aerata är en fjärilsart som beskrevs av Frederick DuCane Godman och Osbert Salvin 1879. Pyrrhopyge aerata ingår i släktet Pyrrhopyge och familjen tjockhuvuden. Inga underarter finns listade i Catalogue of Life.